# Onychosepalum laxiflorum
Onychosepalum laxiflorum là một loài thực vật có hoa trong họ Restionaceae. Loài này được Steud. mô tả khoa học đầu tiên năm 1855.